# Дальма, Вильфред
Вильфред Дальма (фр. Wilfried Dalmat; 17 июля 1982, Тур, Франция) — французский футболист, полузащитник французского любительского клуба «Бурж 18». С 2019 года является игроком сборной Сен-Мартена.

## Биография

### Клубная карьера
Родился в 1982 году во французском городе Тур. Заниматься футболом начинал в пригороде Тура, в команде «Жуэ-ле-Тур», откуда в 1996 перебрался в молодёжную команду «Нанта». Дебютировал в чемпионате Франции в чемпионский сезон 2000/01, появившись в стартовом составе на матч последнего тура против «Ланса». 19 июля 2001 года Дальма принял участие в матче за Суперкубок Франции, в котором его команда одержала победу над «Страсбуром» со счётом 4:1, а сам Дальма стал автором третьего забитого мяча на 88-й минуте. В первой части сезона 2001/02 Дальма сыграл в трёх матчах «Нанта» на первом групповом этапе Лиги чемпионов и одном матче второго группового этапа и даже забил гол в ворота ПСВ. Зимой 2002 года на правах аренды игрок перешёл в «Олимпик Марсель», где провёл 12 матчей и забил 1 гол. Вернувшись из аренды, Дальма продолжил выступать за «Нант», но спустя полгода покинул команду и подписал контракт с клубом второй лиги «Шатору»
Летом 2003 года подписал контракт с другим клубом Лиги 2 «Гренобль», где провёл два сезона, а часть сезона 2003/04 отыграл в итальянском «Лечче», за который сыграл 7 матчей и забил 1 гол в Серии А. В 2005 году стал игроком клуба Испанской Ла Лиги «Расинг», но провёл в команде только один сезон и покинул клуб из-за недостатка игровой практики, после чего переехал в Бельгию. В Бельгии Дальма отыграл два сезона в составе клуба «Монс», а в 2008 году перешёл в состав действующего чемпиона Бельгии, льежский «Стандард», с которым также стал чемпионом Бельгии в сезоне 2008/09, а всего провёл в команде два сезона. Сезон 2010/11 отыграл в другом бельгийском клубе «Брюгге».
Затем Дальма выступал в Турции, где отыграл сезон в высшей лиге страны за клуб «Ордуспор», а в сезоне 2012/13 выступал в аренде за клубы первой лиги «Каршияка» и «Болуспор». Также футболист провёл некоторое время в Греции, где в 2014 году сыграл 11 матчей и забил 2 гола за местный «Панетоликос», а последним клубом в его профессиональной карьере стал клуб второго дивизиона Бельгии «Уайт Стар Брюссель», где он провёл сезон 2014/15.
В 2016 году Дальма присоединился к любительскому клубу «Бурж 18» из пятой французской лиги.

### Карьера в сборной
В 2019 году 37-летний Вильфред Дальма получил приглашение в сборную Сен-Мартена, заморского сообщества Франции. В составе сборной он принял участие в четырёх матчах Лиги наций КОНКАКАФ (Сен-Мартен выступал в Лиге «С») и забил гол в ворота сборной Американских Виргинских Островов. По итогам турнира Сен-Мартен занял третье место в своей группе, набрав 9 очков.

## Достижения
«Нант»
- Чемпион Франции: 2000/01
- Обладатель Суперкубка Франции: 2001

«Стандард»
- Чемпион Бельгии: 2008/09
- Обладатель Суперкубка Бельгии: 2008, 2009

## Личная жизнь
Имеет старшего брата Стефана Дальма (р. 1979), который также играл в футбол на профессиональном уровне.